# Fabrizio De André in concerto – Arrangiamenti PFM
Fabrizio De André in concerto — Arrangiamenti PFM (сокращенное название In concerto con PFM vol. 1) — концертный альбом Фабрицио Де Андре, изданный в 1979 году.

## Об альбоме
Диск был создан после нескольких концертов, проведенных в январе 1979 года совместно с группой прогрессивного рока Premiata Forneria Marconi, аранжировка которой придала новое звучание песням генуэзского барда.

## Список композиций
1. Bocca di Rosa (Fabrizio De André) — 4:39
2. Andrea (Fabrizio De André и Massimo Bubola) — 5:29
3. Giugno '73 (Fabrizio De André) — 4:31
4. Un giudice (Fabrizio De André, Giuseppe Bentivoglio и Nicola Piovani) — 3:36
5. La guerra di Piero (Fabrizio De André) — 3:30
6. Il pescatore (Fabrizio De André) — 4:16
7. Zirichiltaggia (Fabrizio De André и Massimo Bubola) — 2:36
8. La canzone di Marinella (Fabrizio De André) — 4:03
9. Volta la carta (Fabrizio De André и Massimo Bubola) — 4:02
10. Amico fragile (Fabrizio De André) — 9:27

## В записи участвовали
- Fabrizio De André — вокал, акустическая гитара
- Franz Di Cioccio — ударные, перкуссия, маримба
- Patrick Djivas — бас-гитара
- Franco Mussida — электрогитара, акустическая гитара, вокал
- Lucio Fabbri (Lucio «Violino» Fabbri) — скрипка, перкуссия
- Flavio Premoli — клавишные, синтезатор, акустическая гитара, вокал, аккордеон
- Roberto Colombo — клавишные, синтезатор, акустическая гитара, вокал, перкуссия